# Empty (álbum de Tait)
Empty é o álbum de estreia da banda Tait, lançado a 3 de Julho de 2001.
O álbum atingiu o nº 10 da Top Contemporary Christian.

## Faixas
1. "Alibi" (Stewart, Tait) - 4:12
2. "Loss For Words" (Crawford, Santana, Tait) - 4:15
3. "Bonded" (Chapin, Crawford, Tait, Villano) - 4:35
4. "All You Got" (Chapin, Mckeehan, Tait) - 4:38
5. "Spy" (Chapin, Julison, Tait) - 4:31
6. "Talk About Jesus" (Joseph, Norman, Tait) - 5:00
7. "American Tragedy" (Crawford, McKeehan, Santana, Stewart, Tait) - 3:29
8. "Looking For You" (Chapin, Stewart, Tait) - 6:34
9. "Altars" (Hanon, Landeland, Stewart, Tait) - 4:11
10. "Tell Me Why" (Chapin, Heimermann, Tait) - 5:12
11. "Carried Away" (Chapin, Max, Mckeehan, Stewart, Tait) - 4:49
12. "Empty" (Chapin, Tait) - 3:40
13. "Unglued" (Joseph, Tait) - 11:54

## Créditos
- Michael W. Smith - Piano
- Pete Stewart - Guitarra, teclados
- Michael Tait - Vocal